# Thới Hòa, Ô Môn
Thới Hòa là một phường thuộc quận Ô Môn, thành phố Cần Thơ, Việt Nam.
Phường Thới Hòa có diện tích 7,44 km², dân số năm 2022 là 9.144 người, mật độ dân số đạt 1.229 người/km².